# Kurama-tengu

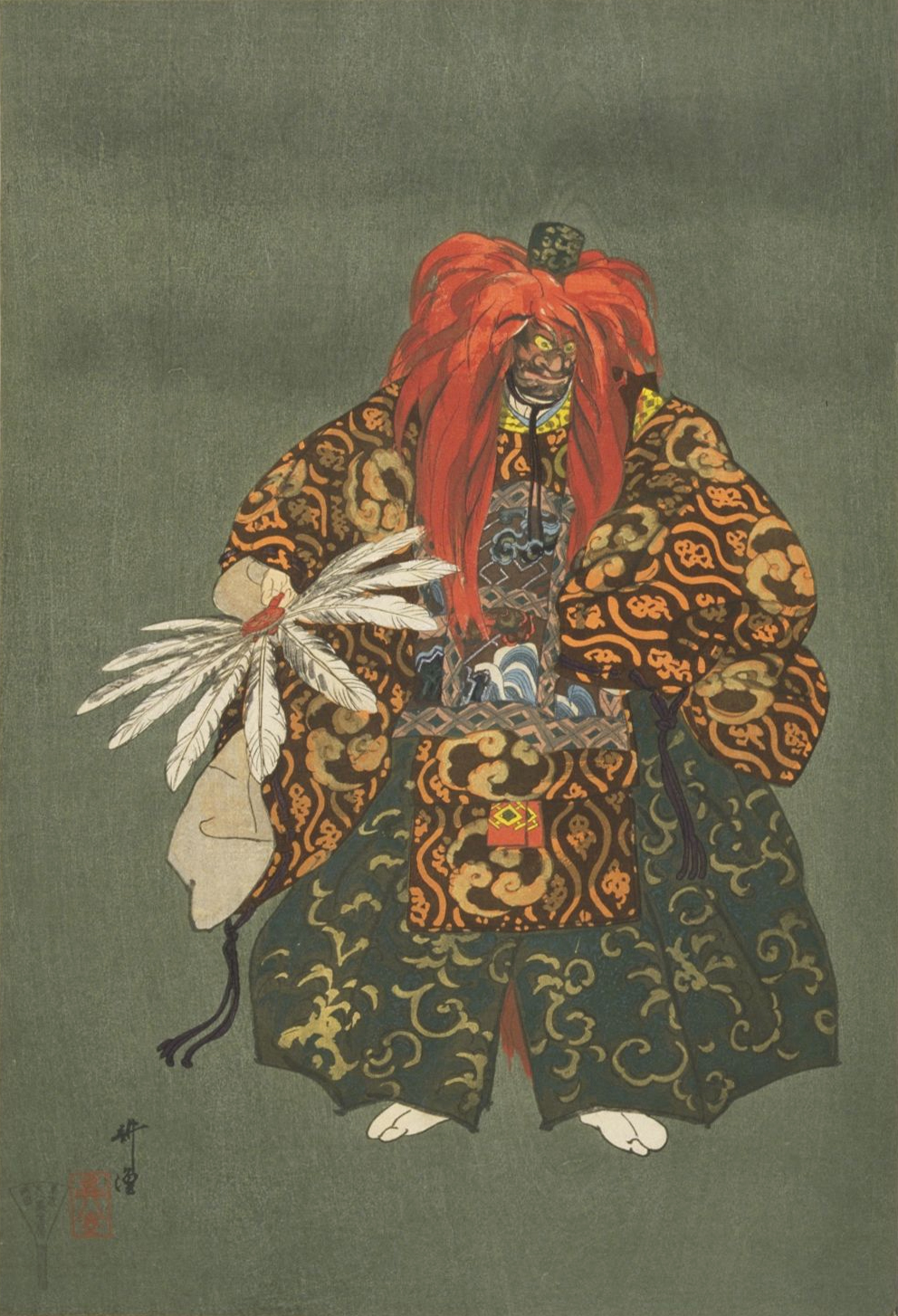
Scenă din Kurama-tengu, gravură în lemn de Tsukioka Kōgyo

Kurama-tengu este o piesă Noh din secolul al XV-lea, despre întâmplările din copilăria eroului samurai Minamoto no Yoshitsune.

## Rezumat
Piesa începe cu o expediție de vizionare a florilor de cireș care implică călugări și copii de la templul Kurama.  La alăturarea unui Yamabushi⁠(d) - un preot  de pe munte - grupul pleacă în semn de protest, cu excepția unui copil, care se dezvăluie ca fiind tânărul Yoshitsune, izolat la templu atât ca fiu orfan, cât și ca singurul copil din Clanul Genji (Minamoto) .  Străinul se dezvăluie la rândul său ca fiind un Tengu⁠(d) și începe să-l instruiască pe tânărul erou în artele marțiale, pentru ca el să răzbune moartea tatălui său. 

## Caracteristici
- Piesa se remarcă prin distribuția numeroasă de copii actori și prin gama de acțiuni - scandarea; actoria; jocurile cu săbii – pe care le întreprind. [4]